# Clathria tortuosa
Clathria tortuosa är en svampdjursart som beskrevs av Uriz 1988. Clathria tortuosa ingår i släktet Clathria och familjen Microcionidae.
Artens utbredningsområde är Namibia. Inga underarter finns listade i Catalogue of Life.